# Airport Security Nuova Zelanda
Airport Security Nuova Zelanda (Border Patrol) è un programma televisivo neozelandese in onda dal 2004 sul canale TVNZ 1, adattamento di Airport Security . In Italia viene trasmesso su DMAX e Nove.
Esistono anche una versione australiana del programma denominata Airport Security (Border Security: Australia's front line), una canadese denominata Airport Security Canada, una britannica denominata Niente da dichiarare (Customs), una statunitense denominata Airport Security USA e dal 2016 anche Airport Security: Spagna (Control de fronteras España) dello stesso filone, tutti trasmessi in Italia da DMAX e Nove. Inoltre è stata creata anche la versione Airport Security Europa.